# Leopold Zscharnack
Leopold Zscharnack (født 22. august 1877 i Berlin, død 19. august 1955 i Kassel) var en tysk teolog.
Zscharnack blev docent i Berlin 1906 og titulær professor 1910, professor 1921 i Breslau og 1926 i Königsberg. Fra 1948 til sin død undervisede han i Marburg. Han udgav (sammen med Friedrich Michael Schiele) første oplag af den vidt spredte encyklopædie Religion in Geschichte und Gegenwart 1909–1913 och (sammen med Hermann Gunkel) andet oplag af dette værk 1927–1931 samt (sammen med Otto Scheel) fra 1919 Zeitschrift für Kirchengeschichte. 
Zscharnack dyrkede en omfattende kirkehistorisk forfattervirksomhed, blandt andet skrev han Dienst der Frau in den ersten Jahrhunderten der christlichen Kirche (1902), Lessing und Semler (1905), Das Werk Martin Luthers in der Mark Brandenburg (1917) og Der deutsche Protestantismus der Gegenwart in katholischer Beleuchtung (1924) samt udgav John Tolands Christianity not Mysterious (1908) og John Lockes Reasonableness of Christianity (1914).